# Leong Mee Wan
Leong Mee Wan (* 12. August 1966) ist eine malaysische Tischtennisspielerin. Sie nahm an vier Weltmeisterschaften und an den Olympischen Spielen 1988 teil.

## Werdegang
1987 gewann Leong Mee Wan Gold bei den Südost-Asienspielen im Doppel mit Lau Wai Cheng, im Mixed holte sie Silber. Zwei Jahre später siegte sie bei diesem Turnier im Einzelwettbewerb. Bei den Weltmeisterschaften in den 1980er Jahren kam sie nie in die Nähe von Medaillenrängen.
Bei den Olympischen Spielen 1988 in Seoul trat sie im Einzel- und im Doppelwettbewerb an. Im Einzel gelang ein Sieg bei vier Niederlagen. Damit kam sie auf Platz 33. Im Doppel mit Lau Wai Cheng blieb sie sieglos und verlor sechsmal, womit sie auf Platz 13 landete. 

## Spielergebnisse bei den Olympischen Spielen
- Olympische Spiele 1988 Einzel in Vorgruppe F[1]
  - Siege: Niyati Roy (Indien)
  - Niederlagen: Marie Hrachová (Tschechoslowakei), Chang Hsiu-Yu (Taiwan), Karina Bogaerts (Belgien), Flyura Bulatova (Sowjetunion)
- Olympische Spiele 1988 Doppel mit Lau Wai Cheng in Vorgruppe B[2]
  - Siege: -
  - Niederlagen: Marie Hrachová/Renata Kasalová (Tschechoslowakei), Bettine Vriesekoop/Mirjam Kloppenburg (Niederlande), Kiyomi Ishida/Mika Hoshino (Japan), Katja Nolten/Olga Nemes (Bundesrepublik Deutschland), Diana Gee/Insook Bhushan (USA), Chen Jing/Jiao Zhimin (China)

## Turnierergebnisse
| Verband | Veranstaltung           | Jahr | Ort          | Land | Einzel         | Doppel         | Mixed     | Team |
| ------- | ----------------------- | ---- | ------------ | ---- | -------------- | -------------- | --------- | ---- |
| MAS     | Asian Championship ATTU | 1988 | Niigata      | JPN  |                | QF             |           |      |
| MAS     | Olympic Games           | 1988 | Seoul        | KOR  | Lost 1st stage | Lost 1st stage |           |      |
| MAS     | South East Asian Games  | 1989 | Kuala Lumpur | MAS  | Winner         |                |           |      |
| MAS     | South East Asian Games  | 1987 | Jakarta      | INA  |                | Winner         | Runn-up   |      |
| MAS     | World Championship      | 1989 | Dortmund     | FRG  | Rd of 128      | Rd of 64       | Rd of 128 | 30   |
| MAS     | World Championship      | 1987 | New Delhi    | IND  | Rd of 128      | Rd of 64       | Qual      | 24   |
| MAS     | World Championship      | 1985 | Gothenburg   | SWE  | Qual           | Qual           | Qual      | 30   |
| MAS     | World Championship      | 1983 | Tokyo        | JPN  | Rd of 128      | Rd of 32       | Qual      | 30   |